# Januária (gemeente)
Januária is een gemeente in de Braziliaanse deelstaat Minas Gerais. De gemeente telt 67.516 inwoners (schatting 2009).
Januária ligt aan de rivier de São Francisco.
De plaats is zetel van het rooms-katholieke bisdom Januária.

## Aangrenzende gemeenten
De gemeente grenst aan Bonito de Minas, Chapada Gaúcha, Cônego Marinho, Itacarambi, Pedras de Maria da Cruz, São Francisco en de staat Bahia.

## Verkeer en vervoer
De plaats ligt aan de wegen BR-135 en BR-479.

## Geboren in Januária
- Benito Juarez (1933-2020), dirigent